# السيدة هاملتون (فلم)
السيدة هاملتون (بالإنجليزية: That Hamilton Woman) هو فيلم دراما تم إنتاجه في الولايات المتحدة وصدر في سنة 1941.

## طاقم التمثيل
- لورنس أوليفيه
- فيفيان لي

### ترشيحات وجوائز
| السنة | الحدث          | الفئة          | النتيجة |
| ----- | -------------- | -------------- | ------- |
|       | جائزة الأوسكار | أفضل خلط أصوات | فوز     |

## وصلات خارجية
- مقالات تستعمل روابط فنية بلا صلة مع ويكي بيانات

1. ↑  "معلومات عن السيدة هاملتون (فيلم) على موقع zweitausendeins.de". zweitausendeins.de. مؤرشف من الأصل في 2016-09-13.
2. ↑  "معلومات عن السيدة هاملتون (فيلم) على موقع csfd.cz". csfd.cz. مؤرشف من الأصل في 2019-12-11.
3. ↑  "معلومات عن السيدة هاملتون (فيلم) على موقع collections.cinematheque.qc.ca". collections.cinematheque.qc.ca. مؤرشف من الأصل في 2019-12-11.